# Typhlonectes natans
Typhlonectes natans es una especie de anfibio gimnofión de la familia Caeciliidae.
Es endémica del noroeste de América del Sur. Se halla hasta una altitud de unos 1000 m s. n. m.
Habita en la cuenca del río Magdalena y en la cuenca del río Cauca (Colombia); habita asimismo en la cuenca del lago de Maracaibo (Venezuela). Tal vez habite también en la República de Trinidad y Tobago.
Sus hábitats naturales incluyen sabanas secas, ríos, lagos y praderas tropicales o subtropicales inundadas en algunas estaciones.